# Pierre Étienne Bourgeois de Boynes
Pour les articles homonymes, voir Bourgeois et Boynes (homonymie).
Pierre Étienne Bourgeois de Boynes, marquis de Boynes, comte de Gueudreville, marquis de Sains, baron de Laas, est un magistrat et homme d'État français né le 29 novembre 1718 à Paris et mort le 19 septembre 1783 en son château de Boynes. Il fut secrétaire d'État à la Marine de Louis XV.

## Biographie
Pierre Étienne Bourgeois de Boynes est le fils aîné d'Étienne Bourgeois de Boynes (1683-1754), trésorier général de la Banque royale, et de sa première épouse, Hélène de Francini (1692-1722). Fils d'un anobli, — son père avait acquis la noblesse par l'achat d'une charge de secrétaire du roi —, il doit sa carrière à la protection du maréchal de Belle-Isle. Son frère cadet, François-Étienne Bourgeois de Gueudreville, sera intendant de la marine. Maître des requêtes en 1745, Pierre Étienne Bourgeois de Boynes est intendant de Franche-Comté en 1754, et, dans le même temps, nommé premier président du Parlement de Besançon, cumul de fonctions habituel en Provence mais qu'on expérimentait pour la première fois dans une autre partie du Royaume dans l'espoir d'amener les cours supérieures à davantage de docilité.
Il se heurte à une fronde parlementaire particulièrement virulente en 1759. Les 20 et 21 janvier, une trentaine de parlementaires sont exilés par lettres de cachet. Mais la détermination de Choiseul chancelle et, en avril 1761, lorsque les exilés sont rappelés, Bourgeois de Boynes, désavoué, quitte la Franche-Comté.
Il est nommé conseiller d'État un mois plus tard. Parce que son château n'était pas loin de Malesherbes, il participe aux tractations secrètes engagées par Choiseul, avec qui il était resté en bons termes, en vue d'un rappel comme Garde des sceaux de France du chancelier Guillaume de Lamoignon de Blancmesnil.
L'historien Pierre Gaxotte le décrit de la sorte « Tête froide et réfléchie, qui distinguait le fort et le faible des choses […] esprit rassis et solide, plus instruit des formes que Maupeou, il avait une pratique étendue de la justice et de l'administration, qui lui permit à plusieurs reprises de tempérer l'humeur du chancelier en lui épargnant de fausses démarches et des décisions précipitées ». L'Observateur anglais le juge « grand travailleur, robuste, ardent, pénétrant ».
Considéré comme l'un des meilleurs esprits du Conseil, instruit, travailleur, particulièrement capable dans les matières contentieuses, il est de ceux qui aident le chancelier René Nicolas de Maupeou à préparer le coup de majesté de 1771. Selon le baron de Besenval, c'est lui qui eut l'idée de ne faire du Parlement de Paris et du Grand Conseil qu'une seule juridiction, idée qui est le point de départ de la « réforme Maupeou ».
Louis XV le connaissait comme rapporteur devant le Conseil royal des Dépêches et l'estimait beaucoup. Il ne fit donc pas de difficulté pour le nommer, le 9 avril 1771, secrétaire d'État à la Marine dans le ministère dit « du Triumvirat » (Maupeou, Terray, d'Aiguillon). Rien ne prédisposait Bourgeois de Boynes à occuper cette fonction. Il n'y montra pas davantage une réelle capacité d'adaptation, et ne sut pas s'entourer des conseils de techniciens compétents, s'appuyant sur un officier sorti du rang nommé Boix, fils d'un artisan de Rochefort. Il reste dans ces fonctions jusqu'au 20 juillet 1774.
Son bilan est controversé. Il entreprend un certain nombre de réformes utiles. Il ordonne les expéditions de Kerguelen dans l'océan Indien (qui donne le nom du ministre à deux petites îles des Kerguelen) et créé un établissement à Madagascar. Il organise les premières grandes manœuvres navales d'escadre dans l'océan Atlantique. Il tente, mais sans succès, d'établir au Havre une école navale destinée à se substituer, pour la formation des officiers, aux compagnies des gardes de la marine. Mais il voulut aussi réformer la marine en calquant son organisation sur celle de l'armée de terre (ordonnance de 1772), sans entrevoir les différences qui rendaient la symétrie impossible. La situation ne cesse de se dégrader sous son ministère : ralentissement des constructions navales, diminution des stocks de matériaux, difficultés à assurer l'entretien de la flotte.
Sur le plan de la politique générale, Bourgeois de Boynes prit ses distances avec la politique de Maupeou dès la fin 1771 ou le début 1772. Le 20 avril 1774, il fut nommé ministre d'État. Mais avec l'avènement de Louis XVI, il était condamné pour son association avec le Triumvirat dont il partageait l'impopularité, et aussi parce que tant le roi que Maurepas s'intéressaient de près à la marine. On affirma qu'il avait désorganisé son département et on l'accusa même de malversations. Louis XVI, pour sa part, lui aurait fait dire qu'il trouvait que les changements qu'il avait faits dans la marine n'avaient abouti à rien. Il est renvoyé le 20 juillet 1774 et remplacé par Turgot.
Par sa charge de ministre il avait été admis aux honneurs de la Cour de France par Louis XVI.

## Mariage et descendance
Il épouse en premières noces Marie Marguerite Catherine Parat de Montgeron (1737-1753), sœur de Louis Pierre Parat de Chalandray et belle-sœur de Louis Auguste Le Tonnelier de Breteuil dont il a une fille, Marguerite (1753-1762). Sa première femme étant morte en couches, il épouse en secondes noces Charlotte Louise Desgotz (1740-1804), fille d'un officier. De ce mariage, naissent sept enfants :
1. Élisabeth Louise (1764-1853) épouse Louis-François-Joseph de Bourbon Busset ; le mariage est célébré le 4 mai 1778 à Boynes par Pierre-Jules-César de Rochechouart, ancien évêque de Bayeux[2] ;
2. Étienne Ange (26 décembre 1766 Saint-Paul-1795), avocat du roi au Châtelet de Paris 1785- ;
3. François Étienne (1767-1792), officier d'artillerie ;
4. Antoine Pierre Philibert (1769-1803), marié en août 1802 au Port-au-Prince à Antoinette Charlotte Roullin de Monbos ;
5. Louis Antoine Pierre (1770-1792) ;
6. Charlotte Hermine (1773-1825) épouse le 13 avril 1790 Jean Vincent marquis de Saint-Phalle ; la marquise de Saint-Phalle est la dernière dame présentée (à la cour) avant la Révolution ;
7. Armand Louis François (1775-1853) épouse le 18 mars 1806 Adèle Fournier-Desmarest de Congé (11 septembre 1786 à Mamers - 12 février 1864). Le couple a six enfants dont deux fils, descendance au XXIe siècle.

## Résidences
- À Paris : hôtel de Mondragon, au no 3 de la rue d'Antin, construit en 1725 pour Étienne Bourgeois de Boynes (aujourd'hui siège de la Banque Paribas).
- Château des Mousseaux à Boynes (actuel département du Loiret). Vendu par adjudication , affiche : "vente par adjudication de la terre de mousseaux " comprenant notamment un superbe chateau, Paris 1793. (Arch Departementales Loiret, 1 J116). Totalement ruiné, il ne reste que les souterrains.

## Armoiries
Armes des Bourgeois de Boynes :
|  | Blasonnement : D'azur à la bande d'argent chargée de trois merlettes de sable |

### Sources et bibliographie
- Pierre-Étienne Bourgeois de Boynes, Journal inédit 1765-1766, éd. de Marion F. Godfroy, Paris, Honoré Champion, nov. 2008  (ISBN 9-782-74531-762-9).
- Jean de Viguerie, Histoire et dictionnaire du temps des Lumières. 1715-1789, Paris, Robert Laffont, coll. Bouquins, 2003  (ISBN 2-22104-810-5).
- Jean-Philippe Zanco, Dictionnaire des Ministres de la Marine 1689-1958, S.P.M. Kronos, Paris 2011 [lire en ligne].
- Régis de Belenet, Itinéraire d'un grand commis sous Louis XV : Pierre-Étienne Bourgeois, marquis de Boynes (1718-1783), éditions Feuillage, 2016, 300 p.  (ISBN 978-2373970487) [présentation en ligne].